# Alticola semicanus
Alticola semicanus är en däggdjursart som först beskrevs av Allen 1924.  Alticola semicanus ingår i släktet asiatiska bergssorkar, och familjen hamsterartade gnagare. IUCN kategoriserar arten globalt som livskraftig. Inga underarter finns listade i Catalogue of Life.
Vuxna exemplar är 9,3 till 13,5 cm långa (huvud och bål), har en 2,0 till 3,7 cm lång svans och väger 24 till 69 g. Håren som täcker den korta svansen är styva. Vid den gråbrun pälsen på ovansidan har några hår svarta spetsar vad som orsakar ett mörkare och spräckligt utseende. En längsgående ljusbrun strimma per kroppssida avgränsar den mörka ovansidan från den ljusa undersidan. Dessutom förekommer en ljusbrun fläck bakom varje öra. Undersidan är täckt av silvervit päls med inslag av ljusbrunt. Svansen och fötterna är vitaktiga. Huvudet kännetecknas av upp till 3 cm långa morrhår. Hos honor förekommer fyra par spenar.
Denna gnagare förekommer i Mongoliet och i angränsande områden av Ryssland och Kina. Habitatet utgörs av torra stäpper, bergsängar och buskskogar.
Exemplar iakttogs som skapade ett förråd av bitar från gräs och blommor. Alticola semicanus är främst nattaktiv men den kan vara dagaktiv. De flesta nyfödda ungar dokumenterades under början av juni. Honor föder vanligen en kull med 6 till 7 ungar.